# Kommissarin Lucas – Wenn alles zerbricht
Wenn alles zerbricht ist ein Film des ZDF, der Teil der Serie Kommissarin Lucas ist. Thomas Berger führte Regie bei dem 2010 ausgestrahlten Fernsehfilm. In ihrem dreizehnten Fall riskiert Kommissarin Lucas (Ulrike Kriener) am Ende viel, um die Wahrheit in dem Fall um den verschwundenen Ehemann ihrer einst besten Freundin (Karoline Eichhorn) herauszufinden. Weitere tragende Rollen sind mit Sandro Lohmann, Liane Forestieri, Johann von Bülow und Jannik Schümann besetzt.

## Handlung
Ganz zufällig begegnet Hauptkommissarin Ellen Lucas in Regensburg ihrer alten Freundin Nele Klausmann wieder, die, wie sie ihr erzählt, schon seit zehn Jahren in Regensburg lebt und erstaunt ist zu hören, dass es auch Ellen vor sechs Jahren in das Städtchen verschlagen hat. Spontan lädt Nele ihre Freundin zum Essen zu sich nach Hause ein. Zur selben Zeit hetzt ein Mann, der offensichtlich verletzt ist, durch den Wald. Nele ist beunruhigt, als sie ihren Mann Eric über Handy nicht erreichen kann, da er schon längst mit dem Hund zurück sein müsste. Zwischen den Frauen kommt zur Sprache, dass Eric in der Vergangenheit etwas mit einer anderen Frau hatte. In Erics Unterlagen findet Nele ein Blatt mit der Drohung: „Du wirst sterben.“
Schon mit ihrer Schwester auf den Weg in den Italienurlaub, erhält Ellen den von Rike befürchteten Anruf und eilt zu Nele. Im Wald hat man den Hund der Familie gefunden. Er ist erschossen worden. Zur selben Zeit verhält Kevin sich in seiner Klasse aufmüpfig gegenüber seinem Klassenlehrer Wolfgang Wagner, was sich auf dem Schulhof fortsetzt, wo der Lehrer durch sein Dazwischentreten durch Kevins Messer an der Hand verletzt wird.
In der Schule, an der Eric Klausmann Lehrer und Kevin, der Sohn der Klausmanns, Schüler ist, erfährt Lucas, dass Kevin verhaltensauffällig ist und ihm wegen wiederholter Vergehen ein Schulverweis droht. Nele ist der Meinung, das Verhalten ihres Sohnes sei ein Hilfeschrei. Dr. Clara Heinrich, die Schulleiterin, versucht ihr klarzumachen, dass die Möglichkeiten der Schule begrenzt seien. Wagner, der von Nele persönlich angegriffen wird, erwidert, er sei nur derjenige, der den Schülern Grenzen setze im Unterschied zu ihrem Mann, der mit seinen Schülern einen freundschaftlichen Umfang pflege. Er verweist darauf, dass er sowieso in 48 Stunden seinen Ruhestand antrete.
Wie sich herausstellt, ist der Drohbrief auf einem Schulcomputer geschrieben worden. Eric Klausmann ist an seiner Schule der mit Abstand beliebteste Lehrer. Ein Video, das Lucas und ihr Team sich anschauen, weist ihn als ausgesprochen sympathisch aus. Wagner dagegen ist ein Lehrer der alten Schule, das Gerücht geht um, dass Klausmann dafür gesorgt habe, dass er vorzeitig in Pension geschickt wird. Es gibt außerdem einen betrogenen Ehemann – Klaus Hübner. Dessen Frau Lisa, Sportlehrerin der Schule, hatte vor circa einem Jahr ein Verhältnis mit Klausmann. Inzwischen wurde dessen Handy im Wald gefunden. Die letzte Nummer, die er wählte, war die 110, der Notruf.
Kurz nacheinander gehen folgende Informationen ein: Wagner äußert in einer Befragung durch Lucas, Kevin brauche etwas, was nur sein Vater ihm geben könne, Aufmerksamkeit. Brandl erfährt von Lisa Hübner, dass sie sich zum Zeitpunkt als Klausmann im Wald war ebenfalls dort aufhielt. In Klausmanns Schließfach wird reichlich Material über Amoklauf an Schulen gefunden. Klausmanns Auto ist am Abend noch geblitzt worden.
Von Nele erfährt Ellen, dass Kevin seinen Vater mit Lisa im Bett erwischt hat, seitdem sei das Verhältnis beider massiv gestört. Nele stellt fest, dass ihr Sohn zusammen mit Konstantin von Hohenhausen Schießübungen im Wald veranstaltet. Dann findet man Klausmanns Wagen auf einem Parkplatz an der Donau. Die kriminaltechnische Untersuchung legt nahe, dass der Lehrer im Kofferraum lag und versucht hat, diesen von innen zu öffnen. Wenn Klausmann noch lebt, ist Eile geboten. Im Raum der Theater AG hat jemand an die Wand geschmiert: „Ihr werdet alle sterben.“
Eine Hose mit einem Blutfleck wird sichergestellt, die Lisas Mann gehört, und von ihr im Kleidercontainer entsorgt wurde. Bei der Polizei geht ein Anruf von Konstantin von Hohenhausens Vater ein, dass eine seiner automatischen Waffen verschwunden ist. Als Kevin die Schule mit einer großen Tasche betritt, wird er von Sicherheitsbeamten umstellt. In seiner Tasche findet sich jedoch nicht, wie vermutet, ein Gewehr, sondern ein selbst gebautes Modell der Schule. Wie er später widerstrebend erzählt, wollte er es seinem Klassenlehrer Wagner zum Abschied schenken. Kevin gibt nun auch zu, die Mail an seinen Vater geschickt zu haben, das wäre aber auch schon alles. Zu seinen Schießübungen befragt, äußert er, er tue das, weil es Spaß mache. Konstantin lade aber auch andere Schüler zum Schießen ein, um Kontakt zu ihnen herzustellen. Kevin macht deutlich, wie enttäuscht er davon ist, dass seine Mutter ihm nicht vertraut.
Karl Hübner gibt zu, Klausmann am Tag seines Verschwindens im Wald gesehen zu haben. Er habe an seinem Auto auf ihn gewartet. Klausmann sei, nachdem er seinen Wagen schon fast erreicht hatte, noch einmal in den Wald zurückgelaufen, weil man Schüsse gehört habe. Eine Weile sei vergangen, dann sei es ganz still gewesen und er sei torkelnd am Rand des Waldes aufgetaucht. Seine Jacke sei voller Blut gewesen. Der Hund habe wie wild im Auto gebellt. Er hätte ihm helfen können, ja, aber Klausmann habe ihm alles genommen. Er überreicht Lucas sein Handy mit einer verwackelten, unscharfen Videoaufnahme. Im Film sind drei Personen zu sehen, die sich zu Klausmann hinunterbeugen. Es steht nun fest, dass das Blut an Hübners Hose von dem toten Hund stammt.
Nachdem die Handyaufnahmen bearbeitet worden sind, kann man Konstantin von Hohenhausen, Moritz Schreiner und David Liebrecht nachweisen, dass sie mit der Tat zu tun haben. Lucas blufft und behauptet, dass man die Waffe sichergestellt habe, mit der auf Klausmann geschossen wurde. Unsicher geworden verwickeln sich die Jugendlichen in Widersprüche, geben aber letztendlich zu, dass Klausmann sie bei ihren Schießübungen überrascht habe. Ihr Lehrer habe das jedoch vollkommen missverstanden, erzählt Moritz Schreiner, und etwas von einem geplanten Amoklauf gefaselt. Konstantin sei fast durchgedreht bei dem Gedanken, dass sein Vater erfahre, dass er an seinem Waffenschrank war. Sein Studium in den USA habe auf dem Spiel gestanden. Er habe Konny dann die Waffe lieber abgenommen. In diesem Moment sei Klausmann auf ihn losgegangen, dabei habe sich ein Schuss gelöst. Nachdem Lucas ihm schon zuvor eindringlich geschildert hat, was auf ihn zukomme, wenn Klausmann nur noch tot gefunden werde, sagt er nun endlich, wo man den Lehrer versteckt hat. Klausmann wird lebend gefunden und kann noch rechtzeitig behandelt werden. Es scheint, als fänden auch Vater und Sohn wieder zueinander.

## Produktionsnotizen, Veröffentlichung
Der Film wurde in der Zeit vom 12. Oktober bis 17. Dezember 2009 in Regensburg sowie in München und Umgebung gedreht.
Wenn alles zerbricht wurde am 5. Juni 2010 um 20:15 Uhr im ZDF erstausgestrahlt.
Die Folge wurde am 15. April 2011 von der Edel Germany GmbH auf DVD herausgegeben zusammen mit sechs weiteren Fällen der Serie.

## Kritik
Das Lexikon des internationalen Films sprach von einem „Serienkrimi vor dem Hintergrund von Schulattentaten, der seiner Protagonistin einmal mehr eine gehörige Portion psychologisches Feingefühl abverlangt.“
kino.de war der Ansicht, dass die Geschichte „zusätzlichen Reiz“ durch „ihre Verknüpfung mit einer pädagogischen Ebene“ bekomme: „Gegenentwurf zum engagierten Lehrer“, der sich auch um persönliche Kontakte zu seinen Schülern bemühe, wenn diese Probleme haben, sei „ein Kollege (Jochen Striebeck) der alten Schule, der nicht geliebt, sondern respektiert werden [wolle]“. Das gelte in gewissem Sinn auch für den Film: „Berger inszenier[e] distanziert. Gemeinsam mit der Ermittlerin bleib[e] man als Zuschauer [dennoch] emotional unbeteiligt; keine der Figuren biete[] sich als Sympathieträger an. Dem Reiz des Krimis tu[e] das keinen Abbruch, zumal Berger dank der vielen Handlungswendungen sehr dicht erzähl[e]. […] Am eindringlichsten [seien] dennoch die diversen Szenen, in denen die Erwachsenen von den Halbwüchsigen provoziert werden und völlig hilflos reagieren.“
Für Rainer Tittelbach von Tittelbach.tv war dieser Fall zwar „ein vordergründig spannender Krimi, aber kein Höhepunkt der an Glanzstücken reichen ZDR-Reihe. Zu viele Nebelkerzen, zu viel deutsche Nachdenklichkeitsrhetorik“. Der Kritiker urteilte weiter: „Das Konventionelle der Geschichte findet sich auch in der Inszenierung: alles etwas beliebig erzählt und fotografiert, nicht so perfekt wie die letzten kleinen Krimi-Preziosen aus Regensburg. All das, was sonst so intensiv wirkt, die große Intuition, das Gespür der Titelheldin, was sich oft einschreibt in die Form und die Fotografie der Filme, ob Kriener oder Kamera, alles wirkt gewöhnlich hoch konzentriert – all das läuft in dieser überkonstruierten Episode leer und kehrt sich um in seiner Wirkung.“
Ganz anders sah das Kai-Oliver Derks von der Teleschau, der befand, dass dieser Krimi zu den bisher „besten der Reihe“ gehöre. „Sein Titel ‚Wenn alles zerbricht‘, hätte treffender nicht gewählt werden können.“ Der Kritiker sprach von einer „präzise und fesselnd erzählten Geschichte“. Abschließend führte Derks aus: „Thomas Berger, der das Buch gemeinsam mit Georg Heinzen schrieb, greift ein ewig aktuelles Thema auf. Es geht um vernachlässigte, ausgegrenzte Jugendliche – aus gutem wie aus schlechtem Haus gleichermaßen. Sicher unter dem Eindruck des Amoklaufs von Winnenden entstanden, geht der Film sorgsam mit dem sensiblen Thema um, ohne zu übertreiben. Schade nur, dass am Ende das Motiv zur Entführung ein bisschen dünn erscheint, sodass ein etwas schaler Nachgeschmack bleibt.“